# Георг Нојман
Георг Нојман (Gesellschaft mit beschränkter Haftung — GmbH) јесте компанија која је основана 1928. године и лоцирана у Берлину, Немачка. Она је произвођач професионалних микрофона за снимање. Њихови најпознатији производи су кондензаторски микрофони који се користе у сврхе снимања, емитовања, живих наступа и у остале сврхе музичке продукције. Неколико деценија Нојман је био водећи произвођач резаних стругова за грамофоне, а чак се и неко време опробао у производњи аудио миксета.

## Историја

### Почеци
Први производ компаније је ЦМВ3, први у свету комерцијално доступан кондензаторски микрофон. То је био прилично велик (40цм висок, пречник 9цм) микрофон са неколико изменјивих глава које пружају различите карактеристике усмерености. Због свог облика и величине, овај микрофон је био познат као ”Нојман боца”. Често се види на историјским фотографијама јавних догађаја у Немачкој током преиода Другог светског рата.
Фабрика је била бомбардована од стране савезника у новембру 1943. године. Џорџ је преселио своју компанију у мали град Гефел у Тирингији и обновио производњу почетком наредне године. На крају рата, Тирингија је пала под совјетску контролу а компанија је постала јавно власништво источне Немачке. Након поновног уједињења Немачке компанија постаје познта као Микротек Гефел (Microtech Gefell).
У међувремену, Џорџ Нојман поново оснива своју компанију као ”Георге Неуманн ГмбХ” (Georg Neumann GmbH) у једном од савезничких сектора Берлина и 1949. године почиње производњу новог модела микрофона, У47, са М7 капсулом од ранијег модела ЦMВ3. Овај микрофон је био један од првих кондензаторских микрофона који је широко прихваћен у индустији широм света.

### Послератни период
Други важни микрофони које уводи Нојман непосредно после ратног периода су М49 и М50, оба базирана на дизајну и истраживању НВДР у Немачкој. М49 је користио М7 капсулу чија се карактеристика усмерености контролисала даљински, и био је први микрофон који је нудио такву опцију. Компанија је такође производила опрему за мерење из области електроакустике, укључујући и калибрисане мерне микрофоне и снимаче графикона.
У периоду од 1953. до 1956. Нојман уводи низ малих кондензаторских микрофона ( КМ53, 54 и 56), намењени снимању на телевизији. Године 1957. уводи ЦМ2, што је у суштини пар КМ56 микрофона у једном телу, конструисан тако да се њихова усмереност може даљински контролисати. ЦМ2 је био први стерео микрофон на свету.

### Крај педесетих
Кајем 1950-их произвођач лампи за микрофоне У47 и У48 прекида сарадњу са Нојманом, па Нојман бива приморан да нађе наследника. Одлучују да у једном микрофону понуде сва три типа карактеристике усмерености. У међувремену почиње ”Rock'n'roll” ера, и развија се потреба за уснимавање гласног певања. Када се користе У47 и У48 резултат звучи неприхваљиво грубо, стога се за снимање оваквих вокала патентирао У67 који је имао мању осетљивост на високе фреквенције, па су вокали звучали пријатније.

### Шездесете
Године 1964. Нојман развија малу кардиоидну капсулу са знатно побољшаном линеарношћу, коју користи у микрофонима КМ64 и У64. 
Године 1965. Нојман уводи Солид Стејт (Solid State) микрофоне. Први модел је КТМ, касније следи ”ФЕТ70” серију - транзисторске верзије малих кардиоидних, омнидирекционих, хиперкардиоидних микрофона, као и У77 - транзисторску верзију У67. Ова серија користи 12V А-Б напајање, што је било компатибилно за тадашње студије.
Године 1966. Нојман је прилагодио ”Фантомско напајање”, метод који је коришћен годинама у појединим телефонским системима. Овај компатибилан метод омогућио је да цевни, транзисторски, и динамички микрофони буду повезани на исто напајање. На крају Фет 87 серија прераста у више модела од којих су неки још увек у производњи од 2014. године (У87, У89, КМП81, КМП82, и УСМ69). 

### Осамдесете до данас
Године 1983. Нојман уводи микрофон са балансираним излазом али без излазног трансформатора, почевши од модела ТЛМ170. На крају, Фет 100 ”безтрансформаторска” серија је проширена на КМ100 серију малих микрофона ( са седам различитих активних капсула, за различите карактеристике усмерености). То су ТЛМ193. ТЛМ170, КМ180, ТЛМ103, ТЛА127, и ТЛМ 149. 
Почев од 1995. компанија уводи низ цевних микрофона без излазног трансформатора, а то су: мулти патерн М 149 Тубе, кардиоидни М 147 Тубе, и омнидирекционални М 150 Тубе
Године 2003. Нојман представља њихов први микрофон са уграђеним аналого-дигиталним конвертером : Д-01. У 2006-ој је наступила дигитална серија микрофона са модуларним малим дијафрагмама КМ-Д базираних на КМ 100/180 серији.
Године 2005. Нојман почиње производњу њихових првих динамичких микрофона- БЦМ 705, за потребе бродкастинга.
Године 1991. Нојман је купио фирму "Sennheiser Electronics GmbH", а производња Нојман микрофона је премештена у новоизграђену ниво 100 стерилну фабрику у Ведемарку, у близини Хановера.
Компанија је одржала своје званично седиште у Берлину.